# Parti Togolais du Progrès
De Parti Togolais du Progrès (Nederlands: Togolese Progressieve Partij) was een politieke partij in Togo.
De PTP werd in 1946 opgericht door Nicolas Grunitzky, Robert Ajavon, Fousseni Mama, Georges Apedo Amah, Derman Ayeva, Frederic Brunner, Pedro Olympio (deze laatste was de neef van Sylvanus Olympio, Togolees president 1960-63) en anderen.
De PTP was een conservatieve, pro-Franse partij, dit in tegenstelling tot het nationalistische Comité de l'Unité Togolaise van Sylvanus Olympio. Van 1951 tot 1958 was Grunitzky vertegenwoordigd in de Frankrijk Nationale Vergadering. In 1956 werd hij met Franse steun premier van de Autonome Republiek Togo. In 1958 won de CUT van Olympio de verkiezingen. Grunitzy vertrok naar Ivoorkust en zijn PTP fuseerde met Antoine Meatchi's Union des Chefs et des Populations du Nord tot de Union Démocratique des Peuples Togolais (UDPT).

## Union Démocratique des Peuples Togolais (UDPT)
De UDPT werd in 1961 door de Togolese overheid (onder Olympio) verboden, toen het land een eenpartijstaat werd. De UDPT ging daarop in de illegaliteit. Na de staatsgreep van de militairen onder Emmanuel Bodjollé (1963) werden Grunitzky en Meatchi naar Togo teruggeroepen en werden zij resp. president en vicepresident van de regering. Naast Grunitzky's en Meatchi's UDPT namen nog 3 partijen deel aan de regering.
In januari 1967 werd de regering-Grunitzky ten val gebracht door het leger en werd de UDPT, net als alle andere partijen, verboden.